# سيلان (ردمان)

تعديل مصدري - تعديل

سيلان هي إحدى قرى عزلة ردمان ال عوض بمديرية ردمان التابعة لمحافظة البيضاء، بلغ تعداد سكانها 149 نسمة حسب تعداد اليمن لعام 2004.